# حاج جمعة
حاج جمعة قرية سورية تتبع ناحية أرمناز في منطقة حارم في محافظة إدلب. بلغ عدد سكانها 154 نسمة في عام 2004 حسب إحصاء المكتب المركزي للإحصاء.